# Раховский лесокомбинат
Раховский лесокомбинат — промышленное предприятие в городе Рахов Раховского района Закарпатской области Украины.

## История
В середине 1950-х годов посёлок городского типа Рахов являлся центром лесной и деревообрабатывающей промышленности, здесь действовали леспромхоз и лесхоз.
Раховский лесокомбинат был создан в 1960 году в соответствии с семилетним планом развития народного хозяйства СССР (1959—1965 гг.) в результате объединения леспромхоза и лесхоза. В следующие годы предприятие получило новую технику (автомобили, трелёвочные тракторы, электроинструмент, подъёмные краны и др.), что повысило эффективность его работы. Для вывоза леса с лесоразработок к комбинату была подведена узкоколейная железная дорога, что позволило полностью отказаться от сплава брёвен по течению горных рек.
В качестве подсобного хозяйства при комбинате была создана пасека, к концу 1961 года насчитывавшая 1176 пчелиных семей (в 1968 году Раховский лесокомбинат получил от пчеловодства 231 центнеров мёда, 351 кг воска и 10 тыс. рублей чистой прибыли).
В 1962 году в состав лесокомбината в качестве отдельного цеха была включена Раховская мебельная фабрика.
Кроме того, в состав комбината входил лесопитомник площадью 9,5 гектаров, полностью обеспечивавший потребности предприятия в посевном и посадочном материале хвойных и лиственных пород деревьев (только в 1967 году предприятием было высажено 253 гектара новых лесов).
По состоянию на начало 1969 года основной продукцией комбината являлись деловая древесина, пиломатериалы и мебель, также производились деревянные сувенирные изделия. Продукция комбината поставлялась во все республики СССР и экспортировалась в зарубежные страны.
В советское время Раховский лесокомбинат треста «Закарпатлес» входил в число ведущих предприятий райцентра, на его балансе находились объекты социальной инфраструктуры.
- форелевый питомник Раховского лесокомбината действовал вблизи села Белин Раховского района, в урочище Ильмин[3];
- кроме того, комбинат оказывал шефскую помощь колхозу «8 Березня» из села Богдан Раховского района[1] (в этом селе находилось лесничество Раховского лесокомбината).

После провозглашения независимости Украины государственное предприятие было преобразовано в закрытое акционерное общество.
Экономический кризис 1990-х годов осложнил положение предприятия, в январе 2004 года лесокомбинат был признан банкротом и началась процедура его ликвидации. По состоянию на 2009 год продолжал функционировать в основном только гослесхоз